# بيلسنر

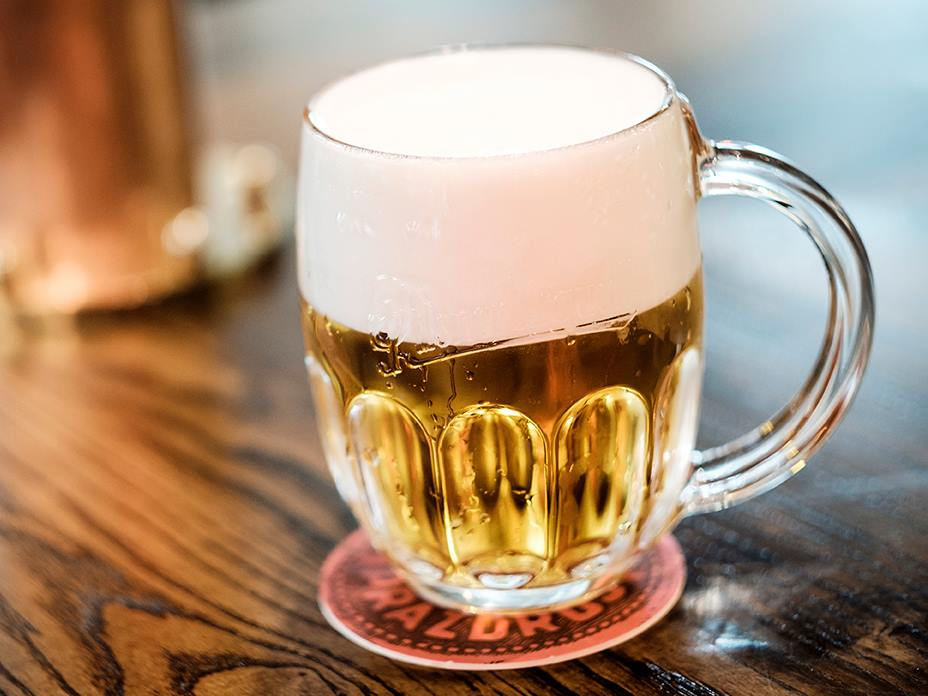
بيلسنر أوركيل

بيلسنر أو بِلْز (pilsener أو  pils) هو نوع من الجعة شاحبة. تأخذ اسمها من مدينة بلزن التشيكية، حيث تم إنتاجها لأول مرة في عام 1842 من قبل صانع البيرة البافاري جوزيف جرول .  لا يزال إنتاج الجعة الأشقر الأول في العالم، Pilsner Urquell الأصلي،  ينتج حتى اليوم.

## التاريخ

### الأصل
بدأت مدينة بلزن بالتخمير في عام 1295، ولكن حتى منتصف أربعينيات القرن التاسع عشر، كانت معظم أنواع البيرة البوهيمية مخمرة. غالبًا ما تباينت الأذواق ومعايير الجودة على نطاق واسع، وفي عام 1838، ألقى المستهلكون براميل كاملة لإظهار استيائهم  أسس مسؤولو بلزن مصنع جعة مملوك للمدينة في عام 1839، يسمى Měšťanský pivovar Plzeň (بالألمانية: Bürger-Brauerei)‏، (بالإنجليزية: Citizens' Brewery)‏ - الآن Pilsner Urquell)، والذي كان يخمّن البيرة على الطراز البافاري الرائد.  بدأت مصانع الجعة في تعتيق البيرة المصنوعة من الخمائر الباردة في الكهوف ( الجعة، أي (بالألمانية: gelagert)‏ [تخزين])، مما أدى إلى تحسين وضوح البيرة وفترة الصلاحية. استفاد جزء من هذا البحث من المعرفة التي تم شرحها بالفعل في كتاب (طبع باللغة الألمانية في 1794، باللغة التشيكية في عام 1799)، الذي كتبه صانع البيرة التشيكي František Ondřej Poupě ( (بالألمانية: Franz Andreas Paupie)‏ (1753-1805) من برنو. 

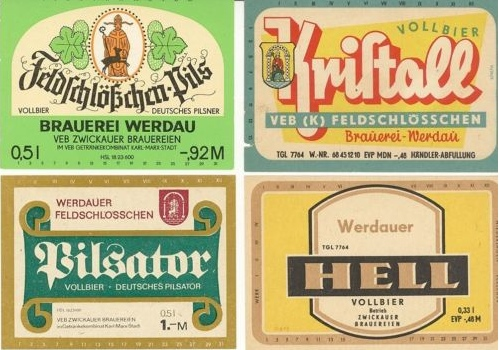
أمثلة تاريخية لملصقات البيرة الألمانية بيلسنر من ألمانيا الشرقية

قام مصنع الجعة بلزن بتجنيد صانع البيرة البافاري جوزيف جرول (1813-1887) الذي قدم، باستخدام تقنيات جديدة وشعير شاحب، أول دفعة من الجعة الشاحبة في 5 أكتوبر 1842. مزيج من الشعير الفاتح أعدته التكنولوجيا البريطانية. عاد جرول إلى فيلشوفين بعد ثلاث سنوات في عام 1845، وهناك ورث في وقت لاحق مصنع والده.
أدى تحسن كفاءة صناعة الزجاج في أوروبا، في نفس الوقت تقريبا، خفضت أسعار الزجاج. هذا سمح للجمهور العام بشراء أواني الشرب الزجاجية لأول مرة. عرضت هذه العناصر الفاخرة بوضوح اللون الذهبي الجذاب للبيرة، مما أثر بشكل أكبر على الغنتشار السريع لبيلسنر.

### التطورات الحديثة
قدمت األمانيا للتبريد الحديث على كارل فون لينده في أواخر القرن التاسع عشر قضت على الحاجة إلى الكهوف لتخزين البيرة، مما يتيح تخمير البيرة الباردة المخمرة في العديد من المواقع الجديدة.  حتى عام 1993 ، قام مصنع الجعة Pilsner Urquell بتخمير البيرة باستخدام براميل مفتوحة في الأقبية الموجودة أسفل مصنع الجعة. هذا تغير في عام 1993 مع استخدام خزانات اسطوانية كبيرة.

## الأنماط
وجدت دراسة تستخدم اختبار الذوق الأعمى أن العديد من صغار منتجي الإنتاج الضخم لديهم أذواق لا يمكن تمييزها للمستهلك العادي. 
بيلسنر على الطريقة الألمانية
من لون خفيف إلى اللون الذهبي بمذاق مر أو ترابيً - Beck's ، Bitburger ، Flensburger ، Fürstenberg ، Holsten ، Jever ، König ، Krombacher ، Radeberger ، St. Pauli Girl ، Veltins ، Warsteiner ، Wernesgrüner
بيلسنر على الطراز التشيكي
ذهبية ونكهة خفيفة - <i id="mwdg">Budějovický (</i> Budweiser)Gambrinus ، Kozel ، Pilsner Urquell ، Radegast ، Staropramen ، Svijany
بيلسنر على الطراز الأوروبي
له طعم حلو قليلاً، ويمكن إنتاجه من الشعير ملت - الهولندي: أمستل، جرولش، هينيكن  أو البلجيكي: جوبيلر، ستيلا أرتوا 
بيلسنر الأمريكي
يميل Pilsners الأمريكيون أكثر من نظرائهم الأوروبيين ليكون لديهم محتوى الكحول بين 6.5 ٪ و9 ٪ من حيث الحجم. على العموم، فإنها تميل إلى أن تكون أغمق وحلاوة مع بعض التوابل بالمقارنة مع التشيكية والألمانية. 
بيلسنر على الطريقة الكندية
هوبي البيرة مثل الجعة نشأت من الساحل الغربي لكندا. 

## بديل غير كحولي
في أيسلندا، نظرًا لتقييد مبيعات المشروبات الكحولية على متاجر الخمور المملوكة للحكومة، يتم بيع المشروبات في متاجر البقالة المعروفة بالعامية باسم "بيلسنر" وأحيانًا يتم وصفها بأنها "بيرة منخفضة الكحول"، وهي أقل من 2.5٪ المسموح بها للبيع خارج الاحتكار الحكومي والمطاعم والحانات. 